# بهشت فاطمه

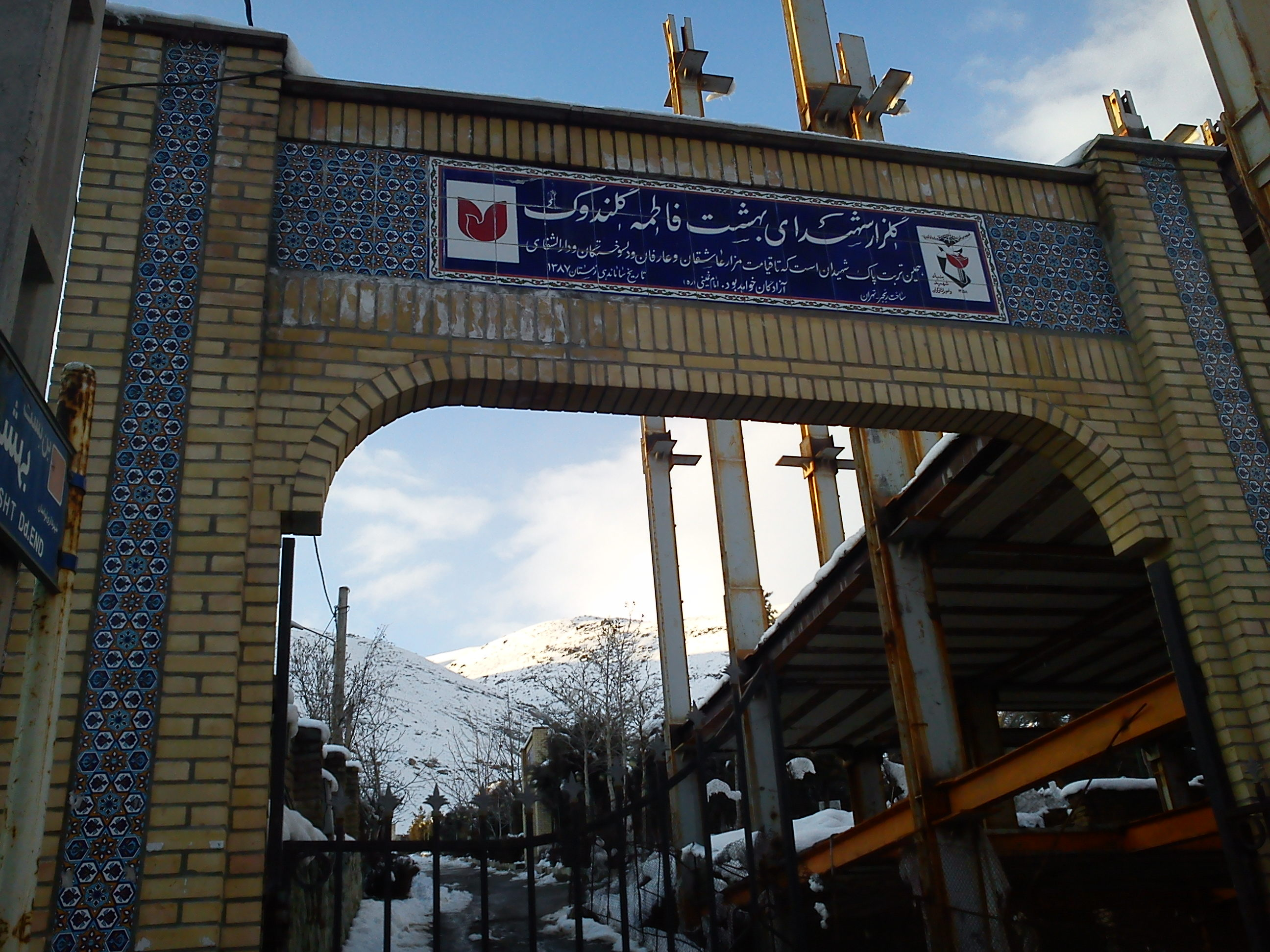

بهشت فاطمه لواسانات گورستان شهر لواسان شهرستان شمیران است.

## سرشناسان مدفون
- عزت‌الله سحابی
- هاله سحابی
- ناصر هوشمند وزیری
- احمدرضا احمدی